# Boteti

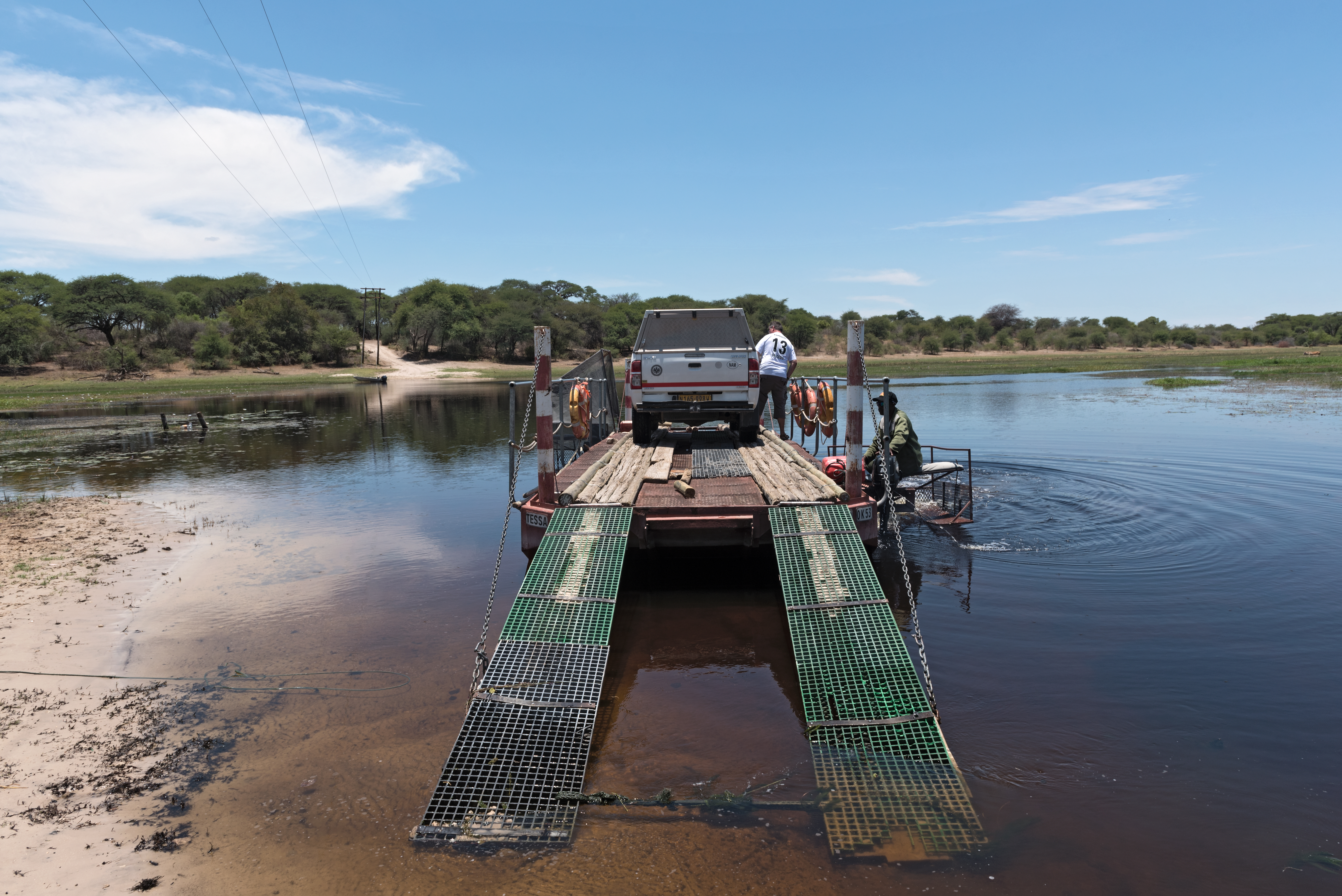
Auto- und Personenfähre westlich des Makgadikgadi Pans National Park

Der Boteti (engl. Boteti River; auch Botletle oder Botletli) ist ein Fluss in Botswana. Er ist ein endorheischer Fluss und der längste Mündungsfluss des Okavango.

## Ursprung und Verlauf
Der Boteti wird vom Okavango gespeist, der bei Maun in den Thamalakane übergeht, und vom Nhabe, der aus westlicher Richtung kommt und ebenfalls vom Okavango gespeist wird. Auf älteren Karten wird der Nhabe auch als Boteti bzw. Botletle bezeichnet. Der Boteti fließt durch die Sub-Distrikte Ngamiland und Boteti, anfangs Richtung Südosten, später etwa ostwärts. Er bildet die Westgrenze des Makgadikgadi-Pans-Nationalparks.
Zeitweise fließt der Boteti auch in die Ntwetwe Pan, in die bei hohem Wasserstand auch der Nata entwässert. Nachdem der Unterlaufs des Boteti in den Mopipi Dam geleitet wurde, erhält die Ntwetwe Pan nur noch sehr selten Wasser aus dem Boteti. Das Wasser des Mopipi Dam ist für den Betrieb der flächenmäßig größten Diamantmine der Welt in Orapa von Bedeutung.

## Hydrometrie
Das Abflussverhalten des Boteti ist anders als das der meisten Flüsse der Region. In der Regenzeit entsteht im Oberlauf des Okavango eine Flutwelle, die um mehrere Monate verzögert den Boteti erreicht. Er fließt gewöhnlich etwa im Juni/Juli in die Makgadikgadi Pans. Durch die Verlangsamung des Wassers im Okavangodelta und dessen Pufferwirkung, kommt es zu einem zeitversetzten und gleichmäßigeren Abfluss. So findet der „Peak – Abfluss“ nicht in der Regenzeit im Januar, sondern mitten in der Trockenzeit statt.
Die Abflussmenge wurde kurz vor der Mündung des Flusses in m³/s gemessen (Werte aus Diagramm abgelesen).

## Ökologie
Zahlreiche Tiere sind am Boteti auf sein Wasser angewiesen, da ringsum Trockenzeit herrscht. In dem Gebiet finden die größten Migrationsbewegungen von Zebras und Gnus im Südlichen Afrika statt. Sie verbringen die Regenzeit im Sommer in den Makgadikgadi Pans und ziehen im Herbst zum Boteti. In den frühen 1960er Jahren wurde teilweise entlang des Boteti als Schutz der Haustiere vor der Maul- und Klauenseuche ein Veterinärzaun gezogen, der viele Wildtiere vom Wasser abschnitt.
Bis etwa 1980 konnte unterhalb von Sukwane Getreide angebaut werden. Durch die Umleitung und Kanalisierung des Flusses unterhalb von Rakops und die damit verbundene höhere Fließgeschwindigkeit musste der Anbau eingestellt werden. 1993 versiegte der Boteti weitgehend. Erst 2008 wurde er nach einer ausgiebigen Regenzeit erneut geflutet.

## Flussgeschichte
Die Fläche des Okavangodeltas bis hin zu den Makgadikgadi-Pfannen war einst durch einen großen See, den Makgadikgadisee, geflutet. Auch ist es ein tektonisch sehr aktives Gebiet mit mehreren, meist von Südwest nach Nordost verlaufenden Verwerfungslinien. Als dieser See vor etwa 1,5 Millionen Jahren schrumpfte, teilte er sich in ein nördliches Becken mit dem Ngamisee und der Mababe Depression als heutige Reste und ein südliches Becken mit den Makgadikgadi-Salzpfannen als heutiger Rest, mit je unterschiedlichen Höhenprofilen. Der Boteti bildete in dieser Zeit den Verbindungsfluss zwischen den beiden Becken.